# Coenotephria diana
Coenotephria diana là một loài bướm đêm trong họ Geometridae.